# گوچاوکوویتس-زدروی
گوچاوکوویتس-زدروی (به لاتین: Goczałkowice-Zdrój) یک روستا در لهستان است که در گمینا گوچاوکوویتس-زدروی واقع شده‌است. گوچاوکوویتس-زدروی ۶٬۲۴۵ نفر جمعیت را دارد.